# Josep Montalat i Cufí
Josep Montalat i Cufí (Figueres, 27 de juny de 1928- 1995) fou un empresari i polític català.

## Biografia
Va crear la seva pròpia empresa turística, Viajes Ibertrans S.A, amb la que va fer de guia de viatges col·lectius a l'estranger, i també treballà en el sector del cinema i del vídeo. El 1947 va dirigir les pel·lícules Aquella parábola, Hacia el mañana i Camino de Gloria. Ha estat president del Patronat de la catequística de Figueres.
L'estiu de 1987 va rodar a Figueres la pel·lícula El Teatre Museu Dalí tanca a les set, amb els artistes Emilio Gutiérrez Caba, Mercedes Molina, Amparo Moreno, Toni Montal i el grup Els Nens de Boadella.
Fou un dels fundadors de Convergència Democràtica de Catalunya a l'Alt Empordà i fou escollit regidor de l'ajuntament de Figueres a les eleccions municipals espanyoles de 1979. Ha estat diputat per la circumscripció de Girona a les eleccions al Parlament de Catalunya de 1984 i 1988. De 1986 a 1992 fou president de la Junta Directiva de la Federació d'Ateneus de Catalunya i en 1988 fou membre del consell assessor de RTVE a Catalunya.